# Пудемский пруд
Пудемский пруд (Пудемское водохранилище) — водохранилище (пруд) в Удмуртии (Россия), созданное на реке Пудем, притоке Чепцы (бассейн Камы).
Площадь поверхности водной глади — 3,5 км².
Пруд был создан в 1759 году для водоснабжения Пудемского металлургического завода. В 1967—1969 годах плотина пруда реконструировалась. Сейчас Пудемский пруд используется для водоснабжения села Пудем и рыбной ловли. Также используется в рекреационных целях жителями села. На пруде есть небольшой остров Петряев, покрытый лесом, и небольшой остров Мухлачёв (Дальний). Названия острова получили по фамилиям бывших владельцев.
По степени минерализации пруд относится к пресным водоёмам; по преобладающим ионам вода характеризуется как гидрокарбонатно-кальциево-магниевая. Общая минерализация варьируется от 264 до 532 мг/л, общая жёсткость
составляет 3,1—5,6 мг-экв./л кальция и магния. По кислотности вода близка к нейтральной.